# Jukums Vācietis
Jukums Vācietis, (in russo Иоаким Иоакимович Вацетис?) (Saldus, 11 novembre 1873 – Mosca, 28 luglio 1938), è stato un generale lettone naturalizzato sovietico.
Fu uno dei pochi casi di alti ufficiali sovietici a non essere iscritto al Partito Comunista.

## Biografia
Nato da una famiglia contadina lettone, iniziò la sua carriera militare nell'esercito russo nel 1891. Durante la prima guerra mondiale comandò il 5º fucilieri lettoni Zamgale raggiungendo il grado di colonnello. Insieme al suo reparto si schierò al fianco dei bolscevichi dopo la rivoluzione d'ottobre. Dall'aprile 1918, durante la guerra civile russa, Vācietis comandò la divisione dei fucilieri rossi lettoni dopodiché fu incaricato di dirigere le operazioni sul fronte orientale. La sua ascesa militare giunse al suo apice quando fu nominato primo comandante in capo dell'Armata Rossa e membro del consiglio militare rivoluzionario dal settembre 1918 al 3 luglio 1919, quando fu rimpiazzato da Sergej Kamenev. Pochi giorni dopo fu arrestato in seguito all'accusa di far parte di un complotto controrivoluzionario bianco. Ben presto le imputazioni si rivelarono false e Vācietis venne rilasciato.
Nel 1922 divenne professore nell'accademia militare dell'Armata Rossa. Nel 1935 gli fu attribuito il grado di Komandarm di 2º livello. Due anni dopo, al culmine delle grandi purghe staliniane, Vācietis fu arrestato con l'accusa di far parte di un'"associazione fascista lettone infiltrata nell'Armata Rossa". Il 28 luglio 1938 fu giustiziato.
Vācietis fu riabilitato nel 1957.